# 1908年ロンドンオリンピックのフィンランド選手団
1908年ロンドンオリンピックのフィンランド選手団（1908ねんロンドンオリンピックのフィンランドせんしゅだん）は、1908年4月27日から10月31日にかけてイギリスの首都ロンドンで開催された1908年ロンドンオリンピックのフィンランド選手団、およびその競技結果。

## 概要
初めてのオリンピック参加となったフィンランドは、今大会で金メダル1個、銀メダル1個、銅メダル3個の合計5個のメダルを獲得した。

## メダル
| メダル | 選手名                 | 競技 | 種目                   |
| ------ | ---------------------- | ---- | ---------------------- |
| 銅     | ヴェルネル・ヤルビネン | 陸上 | 男子ギリシャ式円盤投げ |